# Premis Pulitzer de 1932
Els següents són els Premis Pulitzer de 1932.

## Premis de periodisme
- Servei públic:
  - Indianapolis News, per la seva reeixida campanya per eliminar el malbaratament en la gestió de la ciutat i reduir la recaptació d'impostos[1]
- Informació:
  - WC Richards, DD Martin, JS Pooler, FD Webb i JNW Sloan de la Detroit Free Press, pel seu relat de la desfilada de la Legió Americana durant la convenció del 1931 a Detroit.[2]
  - Mencions honorífiques a:[3]
    - Frank W. Griffin i Harry E. Kalodner de The Philadelphia Record, per "la seva sèrie d'articles que exposen als sol·licitants de fons de caritat que van desviar per si mateixos una gran part de els diners recaptats mitjançant l'ús del nom de l'alcalde. Com a resultat de l'exposició, el comitè de l'alcalde va ser dissolt i es va iniciar una investigació per part de l'fiscal de districte".
    - Harry Bloom i J. Howard Henderson del The Louisville Times, per "la seva denúncia de fraus practicats pel secretari del comtat WG Stiglitz a l'Estat i a conductors individuals en la recaptació dels impostos sobre els automòbils. Stiglitz va renunciar al seu càrrec cinc hores després de la publicació d’aquest reportatge i menys de quatre mesos després va començar una condemna de cinc anys al centre penitenciari".
- Correspondència:
  - Charles G. Ross, de St. Louis Post-Dispatch, pel seu article titulat "La situació del país: què es pot fer? ", Un debat sobre la situació econòmica dels Estats Units
  - Walter Duranty, de The New York Times, per la seva sèrie de reportatges sobre Rússia, en concret sobre l'elaboració del Pla Quinquennal. Aquest premi ha estat controvertit a causa de les afirmacions que Duranty va mentir sobre la fam a Ucraïna. El 1990 i de nou el 2003, els administradors del Pulitzer van rebutjar les peticions de revocar el premi a Duranty.[4][5]
- Redacció editorial:
  - No es concedeix cap premi

- Caricatura Editorial:

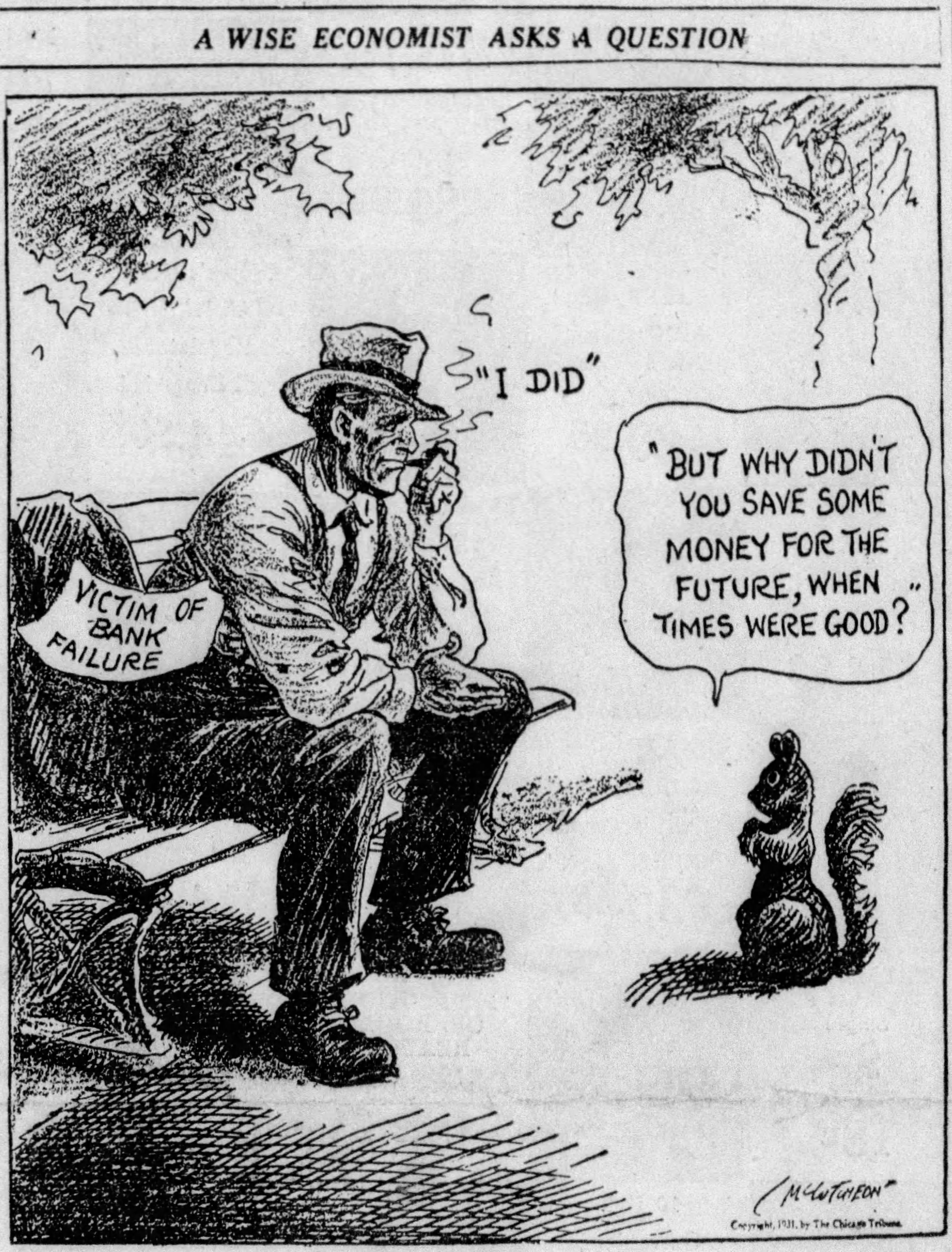
"Un economista savi fa una pregunta", la vinyeta editorial premiada

  - John T. McCutcheon del Chicago Tribune, per "A Wise Economist Asks a Question" (Un savi economista fa una pregunta).

## Premis de lletres i teatre
- Premi Pulitzer de Biografia o Autobiografia:
  - Theodore Roosevelt per Henry F. Pringle (Harcourt)
- Premi Pulitzer d'Obres de Ficció:
  - The Good Earth (La bona terra) de Pearl S. Buck (John Day)
- Premi Pulitzer de Teatre:
  - Of Thee I Sing de George S. Kaufman, Morrie Ryskind i Ira Gershwin (Knopf)
- Premi Pulitzer d'Història:
  - My Experiences in the World War (Les meves experiències a la guerra mundial) de John J. Pershing (Stokes)
- Premi Pulitzer de Poesia:
  - The Flowering Stone (La pedra florida) de George Dillon (Viking)